# Indukcja elektromagnetyczna
Indukcja elektromagnetyczna – zjawisko powstawania siły elektromotorycznej w przewodniku na skutek zmian strumienia pola magnetycznego. Zmiana ta może być spowodowana zmianami pola magnetycznego lub względnym ruchem przewodnika i źródła pola magnetycznego. Zjawisko to zostało odkryte w 1831 roku przez angielskiego fizyka Michaela Faradaya.
Zjawisko indukcji opisuje prawo indukcji elektromagnetycznej Faradaya:
{\displaystyle {\mathcal {E}}=-{\frac {d\Phi _{B}}{dt}},}
gdzie:
{\displaystyle {\mathcal {E}}} – indukowana siła elektromotoryczna (SEM) w woltach,
{\displaystyle \Phi _{B}} – strumień indukcji magnetycznej przepływający przez powierzchnię objętą przewodnikiem.
Zmiana strumienia pola magnetycznego może wynikać z ruchu przewodnika lub źródła pola magnetycznego. Jeśli jest to ruch obrotowy, to wygenerowana w ten sposób SEM nazywana jest siłą elektromotoryczną rotacji. SEM wytworzona przez nieruchome przewodniki w wyniku zmian indukcji magnetycznej (wywołaną zazwyczaj zmianą natężenia prądu) nazywa się siłą elektromotoryczną transformacji.
Prawo Faradaya stało się jednym z równań Maxwella.
Indukcja elektromagnetyczna jest obecnie podstawową metodą wytwarzania prądu elektrycznego oraz podstawą działania wielu urządzeń elektrycznych np. prądnic, alternatorów, generatorów w elektrowniach, transformatorów, pieców indukcyjnych, silników indukcyjnych i mierników indukcyjnych, cewek, głowic elektromagnetycznych.
Do określania kierunku indukowanego prądu, wskutek indukcji elektromagnetycznej, używana jest reguła Lenza, zwana regułą przekory, która brzmi: Siła elektromotoryczna indukcji ma taki zwrot, że przeciwdziała przyczynie, która doprowadziła do jej powstania.